# 阿列娜莱德妮娃
阿列娜莱德妮娃（英語：Alena V. Ledeneva，1964年—）在斯拉夫与东欧研究学校政治社会教授，伦敦大学学院。她以她的研究，俄罗斯的腐败和非正式的现象出名。

## 职业生涯
莱德妮娃研究新西伯利亚国立大学经济学（1986）和剑桥大学社会与政治理论（纽纳姆学院，M.Phill.1992；Ph.d.1996）。她是剑桥新堂大学的博士后研究员，（1999 - 1996）；高级研究员在戴维斯中心，哈佛大学（2005）；西蒙教授在曼彻斯特大学（2006），客座教授在科学宝，巴黎（2010）和客座教授在研究所的高级研究，巴黎（2013 - 2014）。她是瓦尔代国际辩论俱乐部成员。目前，莱德妮娃在大型研究项目由欧洲委员会第七框架计划资助的反腐败政策重新UCL支柱领导：全球趋势和腐败的挑战欧洲的反应。

## 研究
莱德妮娃发现非正式的做法始于BLAT–做事俄罗斯个人网络的应用研究（莱德妮娃1998）。在专制政体的历史上，它帮助解决了一个双重的难题：人们如何生存在一个经济短缺，以及如何在类似的约束下生存。但它也开辟了一条途径，从一个新的视角去探索政治和经济制度的本质--非正式实践的视角。非正式实践已经成为评估治理模式的重要指标。
在俄罗斯到底如何运作（2006）她已经确定了，在上世纪90年代的政治和经济体制的运作取代的非正式的做法。这本书已经被翻译成中文和韩文。
他们认为这样的做法是在评估政府模型的重要指标，在三部曲的第三卷，俄罗斯能否实现现代化：普京系统、电力网络和非正式的治理（2013）、重点客户网络的非正式治理的作用，一个新兴的超国家的关注，在政治上的领导使网络治理系统的要求。
这些专著（剑桥1998；康奈尔2006；剑桥2013）构成了俄罗斯三部曲，探讨了在苏联时代的非正式网络（基层网络），后苏联过渡的20世纪90年代（专业网络）和在当代俄罗斯（电力网络）的运作。
非正式的跨学科研究一直是相关研究社会资本、消费、劳动力市场、创业、信任、流动和迁移、短缺、易货、生存策略、替代货币，影子经济，再分配和汇款的经济和民主（在引文索引明显）。所有这些发展说明努力重新整合社会层面的政治和经济的研究，并有政策的影响。

## 论著
- 《俄罗斯经济的青睐》，剑桥大学出版社，1998年
- 《俄罗斯如何真正的作品》，康奈尔大学出版社，2006年
- 《俄罗斯能否实现现代化？系统，电力网络和非正式治理》，剑桥大学出版社，2013年
- 《The Global Encyclopaedia of Informality, Volume 1》，加州大學出版社，2018年
- 《The Global Encyclopaedia of Informality, Volume 2》，加州大學出版社，2018年

## 外部連結
- Prof Alena Ledeneva, UCL SSEES （页面存档备份，存于）
- Alena Ledeneva, Google Scholar （页面存档备份，存于）
- Alena Ledeneva, ResearchGate （页面存档备份，存于）
- Alena Ledeneva, ANTICORRP
- Alena Ledeneva, The Paris Institute for Advanced Study (Paris IAS （页面存档备份，存于）)
- Prof Alena Ledeneva - Informal Practices and Corruption around the World, UCL European Institute （页面存档备份，存于）
- Interview of Alena Ledeneva, Anti-Corruption Research Network （页面存档备份，存于）
- The Global Encyclopaedia of Informality: Book Launch （页面存档备份，存于）
- Tackling Corruption in a Globalized World, Chatham House （页面存档备份，存于）
- McMafia: The Reality, UCL （页面存档备份，存于）
- A Theory of Trump Kompromat, The New Yorker （页面存档备份，存于）, July 19, 2018
- How 'Kompromat' Became a Word for Using Scandal as a Weapon, Wall Street Journal （页面存档备份，存于）, 20.01.2017